# Vyškov
Vyškov é uma cidade checa localizada na região de Morávia do Sul, distrito de Vyškov‎.